# Live in Australia
Live in Australia é um álbum ao vivo do maestro André Rieu, lançado em 2008.